# Daniel Coelho Gomes
Daniel Coelho Gomes (Lisboa, 1977) é um engenheiro informático e investigador português, conhecido por ser o fundador e coordenador do Arquivo.pt, uma infraestrutura de investigação que possibilita a pesquisa e acesso a informação histórica preservada da web desde a década de 1990.
É um reconhecido investigador na área de Arquivamento da web e sistemas de informação baseados na web, com diversas publicações e colaborações em projetos internacionais.

## Biografia
Daniel Gomes nasceu em Lisboa, Portugal, em 1977 e cresceu em Odivelas. Desde jovem que demonstrou grande interesse pela área da Informática, o que o levou a ingressar na Faculdade de Ciências da Universidade de Lisboa, onde completou a licenciatura em Informática em 2001. Foi investigador do Instituto de Ciência Aplicada e Tecnologia (ICAT) e do Laboratório de Sistemas Informáticos de Grande Escala (LaSIGE).
Posteriormente, concluiu o Doutoramento em Engenharia Informática em 2007 na Universidade de Lisboa, com uma tese focada no projeto de sistemas de grande escala para o processamento de dados da web para derivar automaticamente tendências de evolução (Big data).
Como seguimento da sua investigação científica, fundou o projecto Arquivo da Web Portuguesa na Fundação para a Computação Científica Nacional, que veio a originar o serviço público Arquivo.pt gerido pela Fundação para a Ciência e a Tecnologia.
Entre 2004 e 2010, contribuiu para uma tentativa de criação de um Sindicato de Informáticos Portugueses.
Voluntariamente, tem sido um ativista ambiental por uma economia circular sustentável. Fundou o movimento cívico TaraRecuperavel.org em 2012 para melhorar a consciência acerca da sustentabilidade ambiental em Portugal e colaborou com organizações não-governamentais ecológicas como a Quercus (organização), a Brigada do Mar ou a APLM - Associação Portuguesa do Lixo Marinho. Contribuiu para leis de sustentabilidade ambiental. Entre 2012 e 2021, foi o autor do AjoLogoExisto, um blogue de reflexões acerca de activismo e consciência cívica.

## Obras notáveis
Em 2007, Daniel Gomes fundou o Arquivo.pt, uma iniciativa apoiada pela Fundação para a Ciência e a Tecnologia (FCT) e gerida pela Fundação para a Computação Científica Nacional (FCCN). O Arquivo.pt é um serviço público que permite pesquisar e aceder a páginas web arquivadas da web portuguesa desde 1996, sendo uma das principais ferramentas para a preservação digital em Portugal.
Daniel Gomes dedicou grande parte da sua carreira à criação e desenvolvimento do serviço público Arquivo.pt. Para este efeito, teve de superar uma ampla gama de desafios ao longo do tempo, pois um arquivo web é um sistema de informação peculiar que não é suportado por grandes fornecedores, nem o Arquivamento da web é uma área de conhecimento estabelecida. Sob a sua liderança, o serviço Arquivo.pt recebeu várias distinções nacionais e internacionais.
Daniel Gomes tem trabalhado na pesquisa, desenvolvimento e operação de sistemas de informação baseados na web desde 2001, cobrindo todas as etapas do ciclo de vida de um produto, desde hipóteses científicas teóricas até serviços executados com sucesso há anos. Tem gerido equipas de software e projetos livres de código-aberto desde 2007.
Em 2006, criou o Visibilidade.net, um website pioneiro que partilhava conhecimentos acerca de Otimização para motores de busca, Usabilidade e Acessibilidade web.
Proferiu mais de 200 palestras convidadas e tem publicado documentos científicos e técnicos. Foi especialista independente para avaliar atividades de investigação financiadas pela Comissão Europeia sobre Tecnologias de Informação e Comunicação e editor-chefe do livro "The Past Web: Exploring Web Archives".
Daniel Gomes tem sido um dos principais defensores da importância da preservação da memória digital. Com a sua coordenação, o Arquivo.pt tornou-se uma referência a nível nacional e internacional, sendo utilizado por investigadores, jornalistas, e pelo público em geral.
Daniel Gomes é investigador na área de sistemas de informação baseados na web. Ele tem contribuído com várias publicações científicas e participado em projetos de investigação que visam melhorar a forma como a informação digital é armazenada, preservada e recuperada.

## Publicações seleccionadas
Daniel Gomes tem publicado diversos artigos em conferências e revistas científicas de renome, abordando temas como o arquivamento web, a gestão de grandes volumes de dados, e a preservação digital. Algumas das suas publicações mais relevantes incluem:
- André Mourão, Daniel Gomes, Searching images in a web archive, 2023.[16]

- Daniel Gomes, Web archives as research infrastructure for digital societies: the case study of Arquivo.pt, 2022.[17]

- Helen Hockx-Yu, Ditte Laursen, Daniel Gomes, The Curious Case of Archiving .eu, 2019.[18]

- Miguel Costa, Daniel Gomes, Mário J. Silva, The Evolution of Web Archiving, 2016.[19]

- Daniel Gomes and Miguel Costa, The Importance of Web Archives for Humanities, 2014.[20]
- Daniel Gomes, Miguel Costa, David Cruz, João Miranda, Simão Fontes, Creating a Billion-Scale Searchable Web Archive.[21]

- Daniel Gomes, David Cruz, João Miranda, Miguel Costa, Simão Fontes, Search the Past with the Portuguese Web Archive, 2013.[22]

- Daniel Gomes, João Miranda, Miguel Costa, A survey on web archiving initiatives, 2011.[23]

- Rui Lopes, Daniel Gomes, Luís Carriço, Web Not For All: A Large Scale Study of Web Accessibility, 2010.[24]

- João Miranda, Daniel Gomes, Trends in Web characteristics (best paper award: 2nd place), 2009.[25]
- Daniel Gomes, Mário J. Silva, The Viúva Negra crawler: an experience report, 2008.[26]

- Daniel Gomes, André Nogueira, João Miranda, Miguel Costa, Introducing the Portuguese web archive initiative, 2008.[4]
- Daniel Gomes, João Miranda, Arquivo e medição da web portuguesa (best paper award), 2008.[27]

- Daniel Gomes, Sérgio Freitas, Mário J. Silva, Design and Selection Criteria for a National Web Archive (best paper by young researcher award), 2006.[28]

- Daniel Gomes, Mário J. Silva, Modelling Information Persistence on the Web (best paper candidate), 2006.[29]

- Nuno Cardoso, Bruno Martins, Daniel Gomes, Mário J. Silva. WPT 03: a primeira colecção pública proveniente de uma recolha da web portuguesa, Avaliação conjunta: um novo paradigma no processamento computacional da língua portuguesa, 2007.[30]

- Daniel Gomes, Mário J. Silva, Characterizing a National Community Web, 2005.[31]

- Daniel Gomes, André Santos, Mário J. Silva, Managing duplicates in a web archive, 2006.[32]

- Norman Noronha, João P. Campos, Daniel Gomes, Mário J. Silva, José Borbinha, A Deposit for Digital Collections, 2001.[33]

- Tara recuperável: a lei como semente da sustentabilidade,[34]

- Propostas do movimento TaraRecuperavel.org para Programas eleitorais das Eleições legislativas 2019.
- Manifesto Tara Recuperável.

## Prémios e reconhecimentos
- Melhor artigo de jovem investigador, 2006.[28]
- Prémio de melhor artigo para "Arquivo e medição da web portuguesa" na Ibero-Americana IADIS WWW/Internet 2008.[27]
- Daniel Gomes também foi reconhecido internacionalmente pela sua contribuição para o campo da preservação digital, participando em eventos como o International Internet Preservation Consortium (IIPC) e colaborando com várias instituições de todo o mundo.

## Entrevistas e notícias
- Apesar dos esforços, arquivos digitais ainda deixam margem para dúvidas[35]
- UBI recebe gestor do Arquivo.pt[36]

- Se existisse um museu da internet, Daniel Gomes seria arqueólogo[37]
- Archiving the Web as Public Service[38]

- Arquivo.pt: A memória da web portuguesa[39]

- Os Dias do Futuro[40]
- Archivoz[41]
- Arquivo.pt: Daqui a 50 anos, a Internet vai ajudar a contar a história da covid-19[42]
- Umsobrezero[43]
- NAU Talks #08 – Daniel Gomes, Arquivo.pt - Unidade FCCN[44]
- Deterioração digital: A morte silenciosa da Internet[45]
- Movimento cívico quer voltar a reativar a tara recuperável das garrafas em Portugal[46]
- Projeto português quer trocar garrafas vazias por dinheiro[47]
- Vem aí a tara recuperável no vidro e no plástico participe[48]
- Português quer acabar com desperdício de garrafas[49]